# Estación Dr. Domingo Cabred
Dr. Domingo Cabred es una estación ferroviaria ubicada en la localidad de Open Door, Partido de Luján, Provincia de Buenos Aires, Argentina.
La estación se encuentra en el centro del pueblo, que está ubicado a 2 kilómetros de la Ruta Provincial 6 que une las ciudades de La Plata y Campana.

## Servicios
A partir de 2014 con la modernización ferroviaria lanzada por la presidenta Fernández de Kirchner se renovó y extendió la línea San Martin a partir de la incorporación de las remodeladas estaciones Manzanares en el municipio de Pilar y Cabred en el de Luján, con una extensión de 70 kilómetros.
La modernización del ramal incluyó la adquisición de 24 locomotoras y 160 coches 0 km. A partir del 25 de mayo de 2014, la Línea San Martín extendió su recorrido hasta Domingo Cabred, pasando por Manzanares. Por sus vías corren trenes de carga de la empresa estatal Trenes Argentinos Cargas.
Los servicios a Cabred desde Retiro -que históricamente había sido la cabecera de la sección local del San Martín- fueron restablecidos en 2014, luego de la puesta en funcionamiento de los nuevos trenes CSR.
A partir de 2017 el Ministerio de Trasporte abandono parte de la traza suspendiendo los servicios de trenes directos a Cabred.

## Ubicación
La estación se encuentra exactamente en el km 73 del ramal Retiro-Junín.

## Imágenes

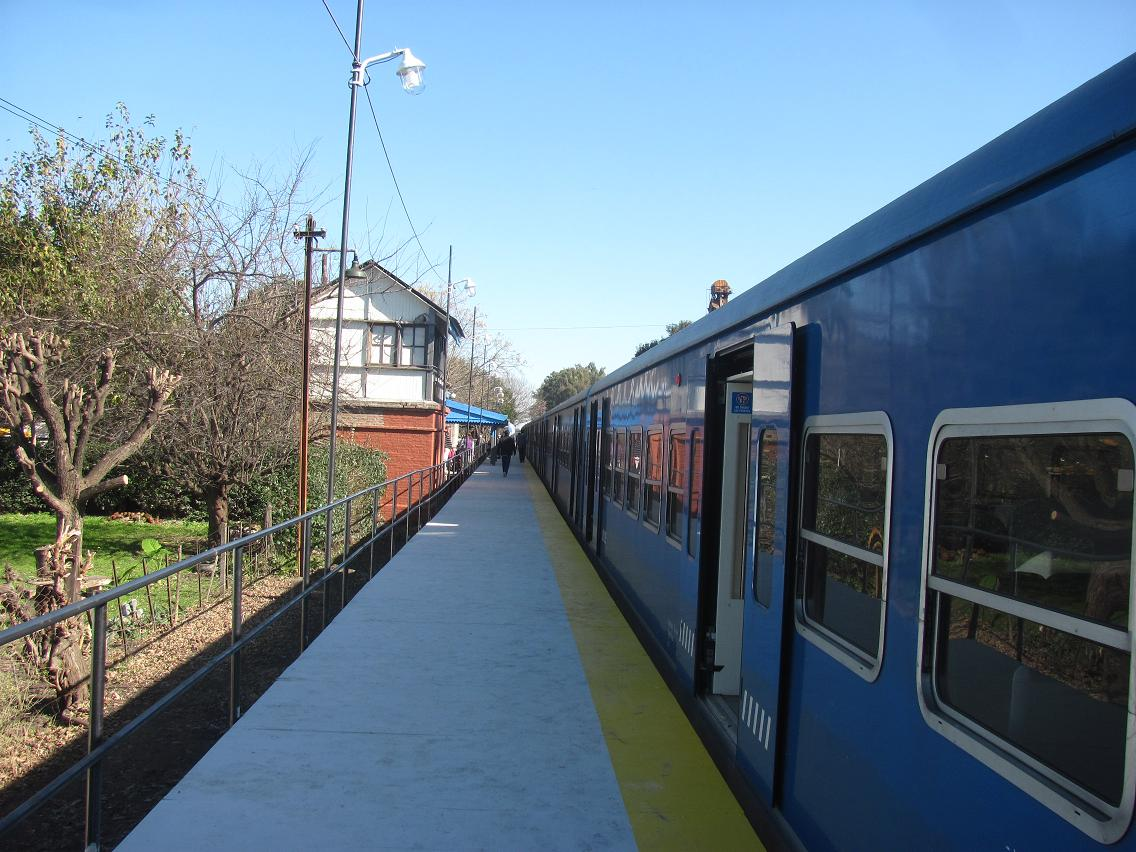
Formación de la Línea San Martín en Cabred
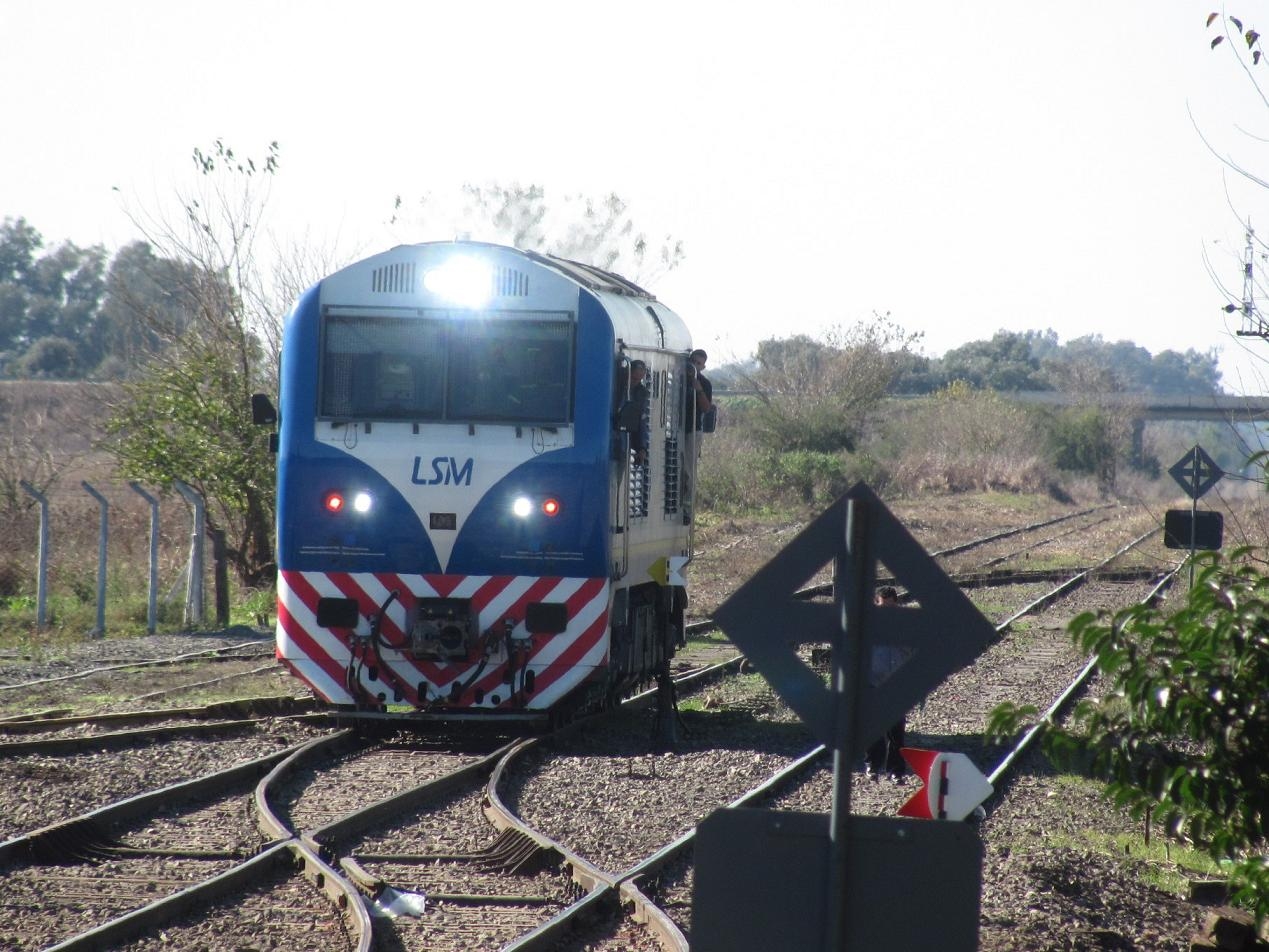
Locomotora de la Línea San Martín maniobrando en Cabred
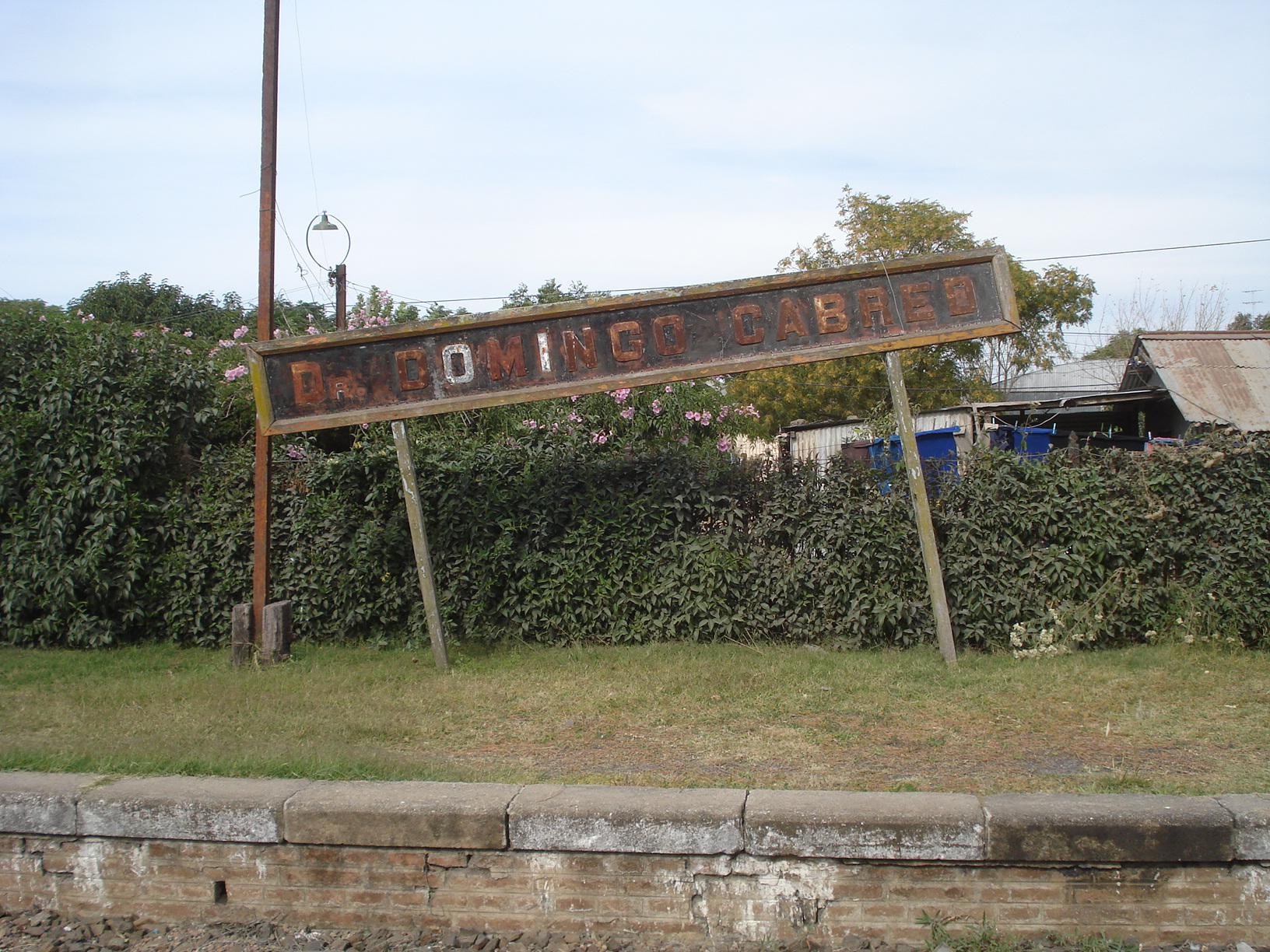
Viejo nomenclador (año 2009)